# 1959 en Suisse
Chronologie de la Suisse
- 1955
- 1956
- 1957
- 1958
- 1959
- 1960
- 1961
- 1962
- 1963

Chronologie de la Suisse
1958 en Suisse - 1959 en Suisse - 1960 en Suisse

## Gouvernement au1erjanvier 1959
- Conseil fédéral[1]:
  - Paul Chaudet PRD, président de la Confédération
  - Max Petitpierre PRD, vice-président de la Confédération
  - Thomas Holenstein PDC,
  - Hans Streuli PRD
  - Friedrich Traugott Wahlen UDC
  - Philipp Etter PDC
  - Giuseppe Lepori PDC

## Événements

### Janvier
Vendredi 16 janvier 
- En raison d’un affaissement du terrain provoqué par l'élargissement de la route Montreux-Glion, le funiculaire Territet-Glion est mis définitivement hors-service après 75 ans d'existence.

 Mardi 27 janvier 
- Première expérience de télévision scolaire avec une émission consacrée au pilote des glaciers Hermann Geiger.

### Février
Dimanche 1er février 
- Votations fédérales. Le peuple rejette, par 654 939 non (66,9 %) contre 323 727 oui (33,1 %), l'institution du suffrage féminin en matière fédérale.
- Votation cantonale. Les citoyens du canton de Vaud approuvent l’introduction du suffrage féminin en matière cantonale et communale. Il est le premier canton suisse à accorder le droit de vote et d’éligibilité aux femmes.

 Lundi 9 février 
- Les 300 habitants de Herbriggen (VS) abandonnent leur village menacé par une masse de 150 000 mètres cubes de rochers.

 Dimanche 22 février 
- Pour la première fois de son histoire, le CP Berne devient champion de Suisse de hockey-sur-glace.

 Jeudi 26 février 
- Décès à Lutry (VD), à l’âge de 80 ans, du violoniste Alfred Pochon.

### Mars
Dimanche 8 mars 
- Fondation à Chexbres (VD) de la Commission romande des consommatrices (CRC), devenue l’actuelle Fédération romande des consommateurs (FRC).
- Décès à Sierre, à l’âge de 71 ans, du peintre Edmond Bille.

 Mardi 17 mars 
- Décès à Turin (TI), à l’âge de 82 ans, du peintre Pietro Chiesa.
- Décès à Lausanne, à l’âge de 48 ans, du pianiste, critique musical et compositeur Raffaele d'Alessandro.

 Jeudi 19 mars 
- Décès à Muri (BE), à l’âge de 65 ans de l'historien alémanique Werner Näf.
- Première de Frank V, opéra d'une banque privée, de Friedrich Dürrenmatt, au Schauspielhaus de Zurich.

### Avril
Dimanche 12 avril 
- Élections cantonales à Zurich. Jakob Heusser (UDC), Rudolf Meier (UDC), Paul Ulrich Meierhans (PSS), Franz Egger (PSS), Walter Koenig (AdI) et Ernst Brugger (PRD) sont élus au Conseil d’État lors du 1er tour de scrutin.
- Élections cantonales au Tessin. Guglielmo Canevascini (PSS), Plinio Cioccari (PRD), Franco Zorzi (PRD), Tito Tettamanti (PDC) et Alberto Stefani (PDC) sont élus au Conseil d’État lors du 1er tour de scrutin.

 Dimanche 19 avril 
- Pour la première fois les femmes votent en Suisse lors d’une élection locale dans le Canton de Vaud[2].

 Mercredi 22 avril 
- Premier coup de pioche du chantier de l'autoroute A1 Lausanne - Genève:  la construction commence par le pont sur l'Aubonne.

 Samedi 25 avril 
- Décès, à l’âge de 61 ans, de l’écrivain Georges Nicole.

### Mai
Lundi 1er mai 
- Début à Genève de la Conférence au sommet sur l’atome.

 Dimanche 10 mai 
- La ligne de tramway de Zoug est remplacée par un service d’autobus.

 Jeudi 14 mai 
- Défilé du 1er Corps d’armée à Payerne (VD), devant 150 000 spectateurs.

 Vendredi 22 mai 
- Décès, à Berne-Bümpliz, à l’âge de 82 ans, du journaliste et écrivain Carl Albert Loosli, cofondateur et premier président de la Société suisse des écrivains.

 Dimanche 24 mai 
- Votations fédérales. Le peuple approuve, par 380 631 oui (62,3 %) contre 230 701 non (37,7 %), l’article constitutionnel sur la protection civile.

 Dimanche 31 mai 
- La Compagnie du Berne-Lötschberg-Simplon met en service la plus puissante locomotive de Suisse. Du type Ae 8/8, elle peut remorquer des convois de 900 tonnes à une vitesse de 125 km/h.

### Juin
Samedi 6 juin 
- Inauguration du parc d’attractions Swissminiatur à Melide (TI).

 Mercredi 18 juin 
- L’Allemand Hans Junkermann remporte le Tour de Suisse cycliste

 Dimanche 21 juin 
- Les Chemins de fer italiens inaugurent la traction électrique sur la ligne Gallarate-Luino. La nouvelle ligne, qui a bénéficié d'un prêt suisse de 200 millions de francs, est appelée à délester l’axe Bellinzone-Chiasso-Milan en absorbant une partie du trafic marchandises.
- Les Young-Boys s’adjugent, pour la neuvième fois de leur histoire, le titre de champion de Suisse de football.

### Juillet
Mercredi 1er juillet 
- Ouverture du Musée suisse des transports, à Lucerne, appelé à devenir la grande attraction de la Suisse centrale dans les années à venir.

 Vendredi 10 juillet 
- Vague de chaleur exceptionnelle vague de chaleur. Le thermomètre atteint 35,3 degrés à Bâle et 31,7 à Genève. La moyenne enregistrée jeudi à Bâle s'élève à 25,8 degrés. Il s'agit de la forte moyenne recensée depuis le début des observations, en 1826. L'approvisionnement en eau potable devient difficile. Une partie de la ville de Fribourg est privée d'eau et des entreprises industrielles doivent cesser le travail.

 Mercredi 15 juillet 
- Décès à Oneglia (Ita), à l’âge de 79 ans, du clown Grock.
- Décès à Portland (États-Unis), à l’âge de 79 ans, du compositeur Ernest Bloch.

 Jeudi 30 juillet 
- L’explosion d’une fabrique de feux d’artifice à Oberried (BE) cause la mort de 12 personnes.

### Août
Lundi 10 août 
- Une tempête d'une rare violence s'abat sur tout le pays dans l'après-midi. On dénombre huit morts (dont cinq sur des lacs), des dizaines de blessés et des dégâts considérables.

### Septembre
Mardi 1er septembre 
- Migros ouvre le premier Do it yourself de Suisse à Zurich-Albisrieden. Il s'agit d'un magasin consacré aux activités de bricolage, de jardinage et de petits travaux d'intérieur.

 Mercredi 2 septembre 
- Ouverture des XIVe Rencontres internationales de Genève, dont les débats s’articulent autour du thème Le travail et l’homme.

 Samedi 5 septembre 
- Mise en eau du barrage de Zerveila, dans la région de Vals (GR).

 Samedi 12 septembre 
- Décès à Bâle, à l’âge de 83 ans, de l’architecte Hans Bernoulli.

 Jeudi 17 septembre 
- Inauguration du barrage de Barrage de Moiry, dans le Val d'Anniviers.

 Dimanche 27 septembre 
- Les citoyens du canton de Neuchâtel adoptent le suffrage féminin.

### Octobre
Samedi 1er octobre 
- Inauguration du premier Comptoir de Martigny, qui se déroule durant une semaine.

 Mercredi 14 octobre 
- Parution du premier numéro du quotidien Blick. À la une figurent deux titres donnant le ton du nouveau journal: Sensationnelle révélation dans l'affaire du meurtre d'un enfant à Genève et Grâce de Monaco, reine de Paris pour trois jours.

 Dimanche 18 octobre 
- Décès à Lausanne, à l’âge de 71 ans, de l’helléniste André Bonnard.

 Dimanche 25 octobre 
- Élections au Conseil national. Avec 51 sièges chacun, le PSS et le PRD sont les deux plus fortes formations de l’assemblée. Les socialistes ont perdu 2 sièges et les radicaux en ont gagné un. Les conservateurs maintiennent leur 47 sièges et le PAB, avec 23 élus, gagne un siège.

 Mardi 27 octobre 
- Décès à Winterthour, à l’âge de 80 ans, de l’ingénieur Alfred Büchi, inventeur du turbo-compresseur.

### Novembre
Mardi 3 novembre 
- Décès à Aarburg, à l’âge de 83 ans, du pianiste et compositeur Friedrich Niggli.

 Lundi 16 novembre 
- Décès à Mendrisio, à l’âge de 53 ans, du chanteur d'opéra Werner Zemp.

 Jeudi 19 novembre 
- Les conseillers fédéraux Hans Streuli, Philipp Etter et Giuseppe Lepori annoncent leur démission.

 Vendredi 20 novembre 
- Le conseiller fédéral Thomas Holenstein annonce sa démission.

### Décembre
Jeudi 3 décembre 
- Avec le remplacement du dernier central manuel encore en service à Scuol (GR), la totalité du réseau téléphonique suisse est désormais automatique.

 Mercredi 16 décembre 
- Élections au Conseil fédéral. Quatre vacances permettent l’introduction de la formule magique de répartition des sièges entre les quatre partis gouvernementaux. Willy Spühler (PSS), Hans Peter Tschudi (PSS), Ludwig von Moos (PDC) et Jean Bourgknecht (PDC) sont élus à l’exécutif fédéral. La retransmission télévision de l'élection connaît un succès d’audience.

 Jeudi 17 décembre 
- Les derniers tramways de Lugano sont remplacés par des bus.

 Mardi 29 décembre 
- Élection complémentaire à Fribourg. Émile Zehnder (PRD) est élu tacitement au Conseil d’État.